# Hays, Texas
Hays là một thành phố thuộc quận Hays, tiểu bang Texas, Hoa Kỳ. Năm 2010, dân số của xã này là 217 người.

## Dân số
- Dân số năm 2000: 233 người.
- Dân số năm 2010: 217 người.